# Chrysopa xanthocephala
Chrysopa xanthocephala is een insect uit de familie van de gaasvliegen (Chrysopidae), die tot de orde netvleugeligen (Neuroptera) behoort. 
Chrysopa xanthocephala is voor het eerst wetenschappelijk beschreven door Navás in 1915.